# Leptoxis trilineata
Leptoxis trilineata är en snäckart som först beskrevs av Thomas Say 1829.  Leptoxis trilineata ingår i släktet Leptoxis och familjen Pleuroceridae. Inga underarter finns listade i Catalogue of Life.